# Monster (The Automatic)
Monster is een single van de Britse band The Automatic. Het is afkomstig van hun album Not Accepted Anywhere. Het behaalde de 4e plaats in de UK Singles Chart in het Verenigd Koninkrijk. In Nederland behaalde het nummer in de Mega Top 50 de 16e plaats. Ook stond het nummer in de Tipparade van de Top 40. Het werd 3FM Megahit.
Het nummer gaat over drugs. Het 'monster' is de persoon die onder invloed is van de drugs.

## Tracks
- 7"

1. "Monster"
2. "Monster (Trey Prefontaine Mix)"

- Cd

1. "Monster"
2. "Night Drive"

- Cd (maxi)

1. "Monster"
2. "High Tide On Caroline Street"
3. "Monster (Culprit One Remix)"
4. "Monster (video)